# Mémoires sur la Deuxième Guerre mondiale
Les Mémoires sur la Deuxième Guerre mondiale (titre anglais : The Second World War') sont les mémoires de guerre de Winston Churchill qui relatent l'histoire à partir de la fin de la Première Guerre mondiale jusqu'en juillet 1945. 
Churchill résume la morale de l'ouvrage par ces mots : « Résolution pendant la guerre, défiance dans la défaite, magnanimité dans la victoire, bonne volonté durant la paix » .
Contrairement à une idée très répandue et souvent répétée sans vérifier, ce n'est pas grâce à ce livre que Churchill a obtenu le prix Nobel de littérature. Le discours de remise du prix à Stockholm en décembre 1953 ne fait aucune mention ni de l'ouvrage, qui d'ailleurs n'était pas entièrement publié quand le comité s'est réuni, ni de la guerre elle-même. Churchill, qui de toute façon faisait peu de cas du Prix de littérature, hormis la manne financière, n'a pu qu'être blessé par cette omission mal explicable. 
Churchill a écrit le livre avec une équipe d'assistants en utilisant à la fois ses notes et un accès privilégié aux documents officiels, qui a été accordé par le nouveau premier ministre, Clement Attlee. En contrepartie, son livre a été relu par un haut fonctionnaire pour s'assurer qu'il n'y divulguait pas des secrets d'État. Churchill a songé à écrire ce livre dès le début de la guerre disant à plusieurs reprises : « Je laisserai, sur ce point, l'histoire juger... mais, je serai un des historiens ». 
Le livre d'abord paru en édition de six volumes a été un grand succès commercial au Royaume-Uni et aux États-Unis. Il a permis à Churchill de jouir, pour la première fois de sa vie, d'une certaine richesse.
Après la mort de Churchill et l'ouverture des archives, certaines déficiences de l'œuvre sont apparues. En raison de sa position et du contexte, il ne pouvait pas révéler des secrets militaires : notamment le rôle respectif des décrypteurs de Bletchley Park et du programme de bombe atomique. Par ailleurs, il s'intéresse surtout à l'effort de guerre britannique. Le front soviétique et la guerre du Pacifique sont traités relativement rapidement. De plus, même s'il cherche le plus souvent à traiter les problèmes de façon équilibrée, il se livre parfois à quelques « règlements de compte », comme cela semblerait être le cas pour Sir Stafford Cripps.
Enfin, en apprenant que le général Dwight D. Eisenhower se présentait à la présidence des États-Unis et qu’il avait de bonnes chances d’être élu, Churchill révise en toute hâte les passages de Triomphe et tragédie, où il faisait part des difficultés avec l’allié américain à la fin de la guerre. Il édulcore son texte initial pendant l’hiver 1952-1953 en veillant à ne rien écrire qui puisse heurter le nouveau président. Pour Churchill la priorité absolue, avant même le souci de vérité historique, va au maintien des relations privilégiées qu’il entend perpétuer ou rétablir avec le président des États-Unis.
On notera par ailleurs que Churchill tient partiellement compte des protestations qui accompagnent la parution du livre dans certains pays. Par exemple, en Belgique, il ajoute dans la deuxième édition du tome II un hommage à l'armée belge de 1940 (tout en maintenant sa sévère critique à l’encontre du roi Léopold III).
Il faut également remarquer que les traductions s’adaptent parfois au public visé pour ménager ses susceptibilités. Ainsi, le titre en anglais du livre 1 du tome II : Their Finest Hour : The Fall of France (« Leur plus belle heure : La chute de la France »), devient dans les éditions françaises L'heure tragique : La chute de la France. L’édition en néerlandais utilise « Notre plus belle heure : La chute de la France » (Ons schoonste uur : Frankrijks val).

## Éditions en anglais
- L’édition princeps est l’édition américaine, sortie en juin 1948.  Boston : Houghton Mifflin Co., 1948-1953 (6 vol. cartonnés pleine toile in-8°, xviii, 724+xv, 683+xviii, 818+xviii, 917+xviii, 673+xviii, 716 p. Cartes et tableaux).

Première édition britannique (octobre 1948) : London : Cassell & Co., 1948-1954.
Ces six tomes comportent deux "livres" chacun
1. The Gathering Storm [1 : From War to War, 1919-1939. 2 : The Twilight War] (1948)
2. Their Finest Hour [1: The Fall of France. 2 : Alone] (1949)
3. The Grand Alliance [1: Germany Drives East. 2 : War Comes to America] (1950)
4. The Hinge of Fate [1: The Onslaught of Japan. 2 : Africa Redeemed] (1950)
5. Closing the Ring [1: Italy Won. 2 : Teheran to Rome] (1951)
6. Triumph and Tragedy [1: The Tide of Victory. 2 : The Iron Curtain  (1953)

* Rééditions complètes en douze volumes à partir des douze « livres ». 
(1) Série brochée illustrée in-8°. London : Cassell & Co., 1964.
(2) Série de luxe cartonnée illustrée in-8° à dos cuir, titres dorés. London : Heron Books, 1974.
1. The Gathering Storm
2. The Twilight War
3. The Fall of France
4. The Commonwealth Alone
5. Germany Drives East
6. War Comes to America
7. The Onslaught of Japan
8. Victory in Africa
9. The Invasion of Italy
10. Assault from the Air
11. The Tide of Victory
12. Triumph and Tragedy

*
-Édition audio condensée en quatre volumes (2015)
Milestones to Disaster
Alone
The Grand Alliance
Triumph and Tragedy
-Édition abrégée
Série abrégée par l’historien Denis Kelly sous la supervision de Churchill, qui y a ajouté un épilogue sur la « guerre froide » des années 1945-1957. London : Cassell & Co., 1959 (Un volume in-8° cartonné sous jaquette en couleurs, xviii+1033 p. Cartes et tableaux).

## Éditions en français
Dans le monde anglophone, l’œuvre n’a cessé d’être disponible en librairie depuis son achèvement en 1953. Dans le monde francophone (Belgique, France, Monaco, Suisse), elle a bénéficié de multiples éditions et rééditions, avec une tomaison différente, en version brochée bon marché comme en édition de luxe, la plus somptueuse étant venue de Bruxelles.
L'ouvrage intégral a été publié en français sous le titre Mémoires sur la Deuxième Guerre mondiale, Paris : Plon, 1948-1954, 12 vol. in-8° brochés avec jaquette illustrée en noir et blanc, 5309 pages (traducteur non précisé, mais multiples erreurs) :     
- I.1. L'orage approche. D'une Guerre à l'autre (1919-1939), iii-436 p., 2 cartes et un graphique,
- I.2. L'orage approche. La « drôle de Guerre » (3 septembre 1939-10 mai 1940), 390 p., 16 cartes,
- II.1. L'Heure tragique. La chute de la France (mai-décembre 1940), 387 p., 15 cartes et un schéma,
- II.2. L'Heure tragique. Seuls (mai-décembre 1940), 421 pp, 2 cartes et un schéma,
- III.1. La Grande Alliance. La Russie envahie (1er janvier-22 juin 1941), 509 p., 19 cartes et un fac-similé,
- III.2. La Grande Alliance. L'Amérique en guerre (22 juin 1941-17 janvier 1942), 462 p., 8 cartes et un fac-similé,
- IV.1. Le Tournant du destin. La ruée japonaise (18 janvier-3 juillet 1942), 498 p., 18 cartes,
- IV.2. Le Tournant du destin. L'Afrique sauvée (4 juillet 1942-5 juin 1943), 563 p., 18 cartes,
- V.1. L'étau se referme. L'Italie capitule (6 juin-12 novembre 1943), 383 p., 9 cartes et 2 graphiques,
- V.2. L'étau se referme. De Téhéran à Rome (13 novembre 1943-5 juin 1944), 389 p., 12 cartes,
- VI.1. Triomphe et tragédie. La Victoire (6 juin 1944-3 février 1945), 420 p., 15 cartes,
- VI.2. Triomphe et tragédie. Le rideau de fer (4 février 1945-26 juillet 1945), 451 p., 12 cartes, index.

Une réédition du texte de Plon avec des hors-texte de photographies en noir et blanc est parue en 1965 sous le titre La Seconde Guerre mondiale. Distribuées exclusivement par souscription par le Cercle du bibliophile, deux versions réalisées à Genève sous la direction de Jean Ségalat  avec couverture en simili-cuir ont été proposées, l'une en rouge avec décor de points et de lignes, l'autre en bleu avec médaillon doré en relief sur le plat à l'effigie de Winston Churchill. On notera que la maquette de cette couverture à médaillon a été reprise pour l'édition britannique Heron.  
Les éditions Le Sphinx, de Bruxelles, ont pour leur part proposé différentes versions illustrées de grand luxe en format in-4°, reprenant la même traduction, mais avec une tomaison profondément modifiée, en trois ou quatre volumes, entre 1951 et 1956. La plus somptueuse - mais aussi la moins maniable - est venue en premier : les douze tomes de la traduction Plon sont ici rassemblés en trois forts volumes comprenant chacun trois, quatre et cinq des "livres" initiaux de Churchill (521, 707 et 767 pages). Le dos est plein cuir, le plat supérieur en toile comprend une silhouette de Churchill avec son cigare. Cette version est la seule à proposer un frontispice en couleurs reproduisant le tableau de sir Frank  Salisbury de 1942 qui représente Churchill  en "siren suit". Cette première version comprend de nombreuses photographies in-texte, parfois en pleine page, qui ont été reprises dans les deux autres, moins luxueuses.    
Une édition pleine toile, cette fois en quatre tomes (510 + 526 + 502 + 447 pages), et donc un plus maniable, a en effet suivi - toujours avec la silhouette de Churchill en couverture. Mais la même configuration en quatre tomes a donné lieu à une dernière réalisation, en plein simili-cuir couleur fauve avec décor en relief parsemé de "V" - comme la Victoire. Une des curiosités de cette édition, c'est que si la page de titre reprend bien la traduction de Plon (Mémoires sur la Deuxième Guerre mondiale), la couverture et le dos en proposent une variante en lettres dorées :   HISTOIRE DU IIème CONFLIT MONDIAL  – avec un sous-titre en majuscules plus petites : Mémoires de Winston Churchill.            
Restait l'édition anglaise abrégée de 1959. La traduction en a été confiée à François Kersaudy par les éditions Tallandier, qui l'ont publiée en deux tomes en 2009-2010 sous le titre Mémoires de Guerre 1919-1941 et Mémoires de Guerre 1941-1945 (brochés in-8°, 446+636 pages), à l'exception toutefois de l'épilogue ajouté par Churchill. Une réédition au format de poche dans la collection Texto est sortie en 2013 (667+966 pages).